# 博尔什福
博尔什福，是匈牙利佐洛州所辖的一个村，总面积11.83平方公里，总人口745，人口密度63.0人/平方公里（2010年1月1日）。